# François Le Lionnais
« Le Lionnais » redirige ici. Pour l’article homophone, voir Le Lyonnais.
François Le Lionnais (3 octobre 1901 à Paris – 13 mars 1984 à Boulogne-Billancourt, France) est un ingénieur chimiste et mathématicien épris de littérature, doublé d’un écrivain passionné de sciences. Il est, avec Raymond Queneau, le cofondateur de l'Oulipo.
Célèbre pour son livre Les Nombres remarquables (Hermann, 1983), il est régent du Collège de ’Pataphysique, grand spécialiste du jeu d'échecs et producteur-animateur d’une émission de radio diffusée sur France Culture de 1958 à 1983 (917 émissions), La Science en marche. Il est également membre du comité des sciences de la RTF.

## Biographie
Né le 3 octobre 1901, François Le Lionnais n'est reconnu par son père que le 21 janvier 1906, et par sa mère le 1er décembre 1927. Celle-ci, Marie Chatzkléléwitz, professeur de piano, était l'accompagnatrice de la cantatrice Felia Litvinne.
Après des études secondaires à Meaux, il s'inscrit à la Faculté des sciences de Strasbourg où il obtient une licence et un diplôme d'ingénieur chimiste et où il fréquente un club d'échecs. Il reprend, dans les années 1928-1929, une entreprise en difficulté, les Forges d’Acquigny, dans l’Eure. Il bifurque ensuite vers l'industrialisation de la téléphonie automatique. En 1932, il achète les Cahiers de l'échiquier français qu'il dirige jusqu'à ce que la revue cesse de paraître en 1939.
Il entre au Parti communiste au début des années 1930, devient secrétaire de section dans le 7e arrondissement, mais en est exclu en mai 1945 pour des raisons peu claires.
Il devient — à 38 ans — un résistant lyonnais de la première heure (du groupe Marco Polo). Arrêté et torturé par la Gestapo en octobre 1944, Le Lionnais est déporté à Dora durant six mois (novembre 1944-avril 1945). Il y travaille sur les chaînes de montage des circuits de guidage de la fusée V2 et participe à son sabotage, pour qu'au moment du décollage, la fusée perde son contrôle, explose ou se disloque
, ce qui fit que sur 5 780 V2 fabriquées, il n'y aurait eu que 2 800 arrivées à destination, le reste étant perdu.
Nommé directeur des Études générales à l'École supérieure de guerre, Le Lionnais devient chef de la division d'enseignement et de diffusion des sciences à l'UNESCO au début des années 1950.
Cofondateur — le 26 juin 1950 avec Louis de Broglie et son grand ami Jacques Bergier — et président de l'Association des écrivains scientifiques de France (initialement financée par l'UNESCO), il devient également membre du Comité consultatif du langage scientifique de l’Académie des sciences et du Comité d’étude des termes techniques français, ainsi que conseiller scientifique de la Commission de restauration des œuvres d’art des musées nationaux français, et expert technique auprès du Conseil indien pour la recherche scientifique durant cette décennie.
En 1952, il crée le Prix Kalinga-UNESCO de vulgarisation scientifique, toujours avec Jacques Bergier. La même année, il se marie avec Tania Naïtchenko, ancienne épouse de Nestor Ibarra, écrivain et traducteur de Borges. Le couple se sépare en 1960.
Il fonde en 1960 l’Oulipo (Ouvroir de littérature potentielle) et « il exerça sur lui, deux siècles oulipiens durant, une « dictature débonnaire » en tant que « fraisident-pondateur » ». Ses connaissances littéraires, musicales ou picturales et mathématiques, l’amènent à rassembler des artistes et des chercheurs autour d'autres ouvroirs dans lesquels un sujet X serait traité uniquement sous un aspect potentiel et où les créations se feraient sous contraintes. À l’intérieur de cet Ouvroir d'x potentiel général, il fonde l’Oulipopo pour la littérature policière, l’Oupeinpo pour la peinture, et avec Noël Arnaud (qui lui succédera à la présidence de l’Oulipo et aux destinées de l’Ouxpo) jette les bases de ce qui deviendra l’Oucuipo pour la cuisine.
Il meurt en 1984, laissant d’innombrables projets en suspens. Ce n’est qu’en 1991 avec la création, par Stanley Chapman, de l’Outrapo pour la tragicomédie en particulier, et tous les arts de la scène en général, que l’Ouxpo prendra un nouvel essor.
Il possédait une bibliothèque de près de 30 000 ouvrages, dont un dixième consacré au seul jeu d'échecs.
À sa mort, il préparait l'édition d'un volume d'entretiens intitulé Un certain disparate. Le texte préparatoire est disponible en ligne sur le site de l'Oulipo, assorti d'un Complément d'enquête sur sa vie et son œuvre.

## Travaux
L’œuvre littéraire de François Le Lionnais s'attache à cerner les limites de l’écriture poétique. Il est notamment l'auteur de poèmes composés d'une seule lettre, (« T. »), d'un seul mot (« Fenouil »), de signes de ponctuation et d'un sonnet en 13 vers. Il lance l'idée d'un poème de zéro mot, et d'un théâtre booléen.
Il a rédigé les deux Manifestes de l'Oulipo, et en préparait un troisième.

## Éléments polémiques
L'éditeur José Corti écrit dans ses Souvenirs désordonnés (Éditions José Corti, 1983) que Le Lionnais, arrivé chez lui à Paris en 1944 sous le couvert d'activités pour la revue Les Cahiers du Sud, recommandé par son fondateur Jean Ballard, a « grossièrement accaparé » sa librairie, y a reçu « sans précaution » beaucoup de résistants, s'y est fait adresser son courrier et « par son amateurisme criard et insensé » a attiré l'attention de la Gestapo sur la famille de Corti dont la femme et le fils de 19 ans ont été arrêtés, puis envoyés en camp de concentration. Elle seule en revint. José Corti sollicita l'intervention de plusieurs personnalités en contact avec les Allemands : Paulhan, Cocteau… sans qu'aucune n'intervienne ou n'obtienne satisfaction.
Le Lionnais est de son côté arrêté, torturé, et déporté à Dora. José Corti, croisant François Le Lionnais peu après la guerre, affirme avoir voulu le poignarder dans un esprit de vengeance, avant de lui laisser la vie sauve.

## Décorations et récompenses
- Commandeur de la Légion d'honneur
- Rosette de la Résistance
- Croix de guerre 1939-1945 avec palmes.

## Œuvres écrites
À la suite de ses entretiens scientifiques radiodiffusés
- La Science en marche, Les Yeux Ouverts :
  - t. 1 La Prévision du temps (avec J. Bessemoulin, R. Clausse, l. Facy et A. Viaut - 1962) ;
  - t. 2 L'Éclairagisme : lumière et couleur (avec Mme Jonckeere, Maurice Déribéré, Y. Le Grand et J. Maisonneuve - 1962).

Sur les sciences
- Cinquante années de découvertes, bilan 1900 - 1950 (collectif), Seuil 1950.

Sur les mathématiques
- Les Nombres remarquables, avec Jean Brette, Hermann, 1983.
- Les Grands Courants de la pensée mathématique, Cahiers du Sud. 1948 (ce titre reprend une locution souvent reprise dans l'introduction du livre de Pierre Boutroux L'Idéal scientifique des mathématiciens dans l'Antiquité et dans les Temps modernes, Paris, Alcan, 1920).
- Dictionnaire des Mathématiques, PUF (avec A. Bouvier et M. George, 1979[15]  (ISBN 2-13-047821-2)).
- Traducteur avec Francine Béris (pseudonyme de Francine Bloch) de Les Mathématiques et l'Imagination d'Edward Kasner et James Newman, Paris, Payot, 1950.

Sur la littérature
- LiPo (1er Manifeste de l’OuLiPo), Gallimard, 1963.
- 2e Manifeste de l’Oulipo, Gallimard, 1973[16].
- Un Certain Disparate, entretiens, extraits, Bibliothèque oulipienne no 85, texte complet publié par l'Oulipo en 2011, [lire en ligne].
- Lewis Carroll précurseur de l’OU.LI.PO, Éd. Henri Veyrier. 1978.
- Les Habits noirs, une épopée méconnue, postface et chronologie au cycle éponyme de Paul Féval, Paris, Marabout Géant, 7 vol, tome 7, La Bande Cadet, p. 419-441.

Sur la peinture
- Magnelli, Galerie de France. 1960.
- Aline Gagnaire (avec Frédérique André et Noël Arnaud), Temps Mêlés, Verviers, 1968.
- La Peinture à Dora, L’Échoppe. 1999.

Sur les échecs
- L'Ouverture française 1 é4-é6, Éditions des Cahiers de l'Échiquier français, 1935.
- Le Jardin des échecs, Éditions des Cahiers de l'Échiquier français, 1936.
- Les Prix de beauté aux échecs, Payot, 1939 ; deuxième édition en 1951 ; troisième en 2002.
- Le Jeu d'échecs, « Que Sais-je », PUF, 1957 ; réédition en 1974.
- Dictionnaire des échecs, avec Ernst Maget, PUF, 1967 ; deuxième édition en 1974.
- Tempêtes sur l’échiquier, Pour la science, 1981.
- Marcel Duchamp joueur d’échecs, L’Échoppe, 1997.

Divers
- Le Temps, Éd. Robert Delpire, 1959.